# Jakobus Stainer
Pour les articles homonymes, voir Stainer.
 (janvier 2025).

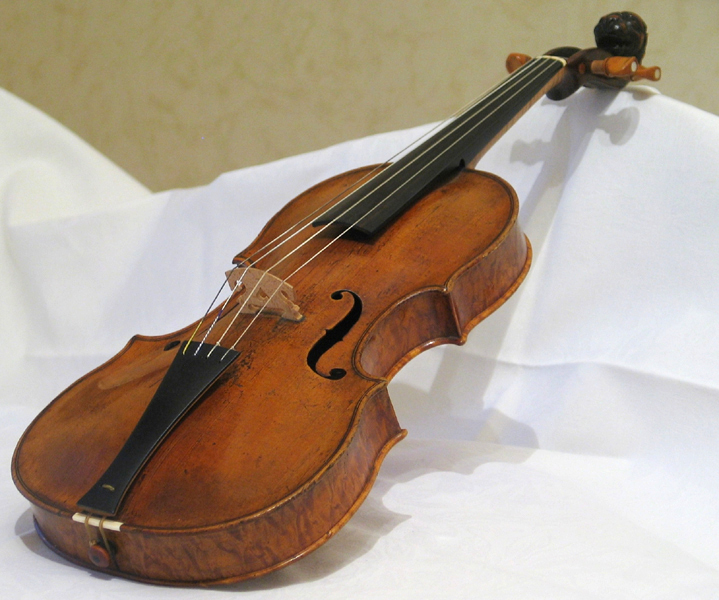
Violon baroque 7/8 Stainer de 1658

Jakobus Stainer (né vers 1619 à Absam près d'Innsbruck et mort en 1683 idem) était un luthier autrichien.
Ses instruments étaient les plus connus et demandés au XVIIIe siècle et coûtaient avant 1800 le double d'un bon instrument italien. Presque tous les grands solistes de cette époque étaient en possession d'un « Stainer ».

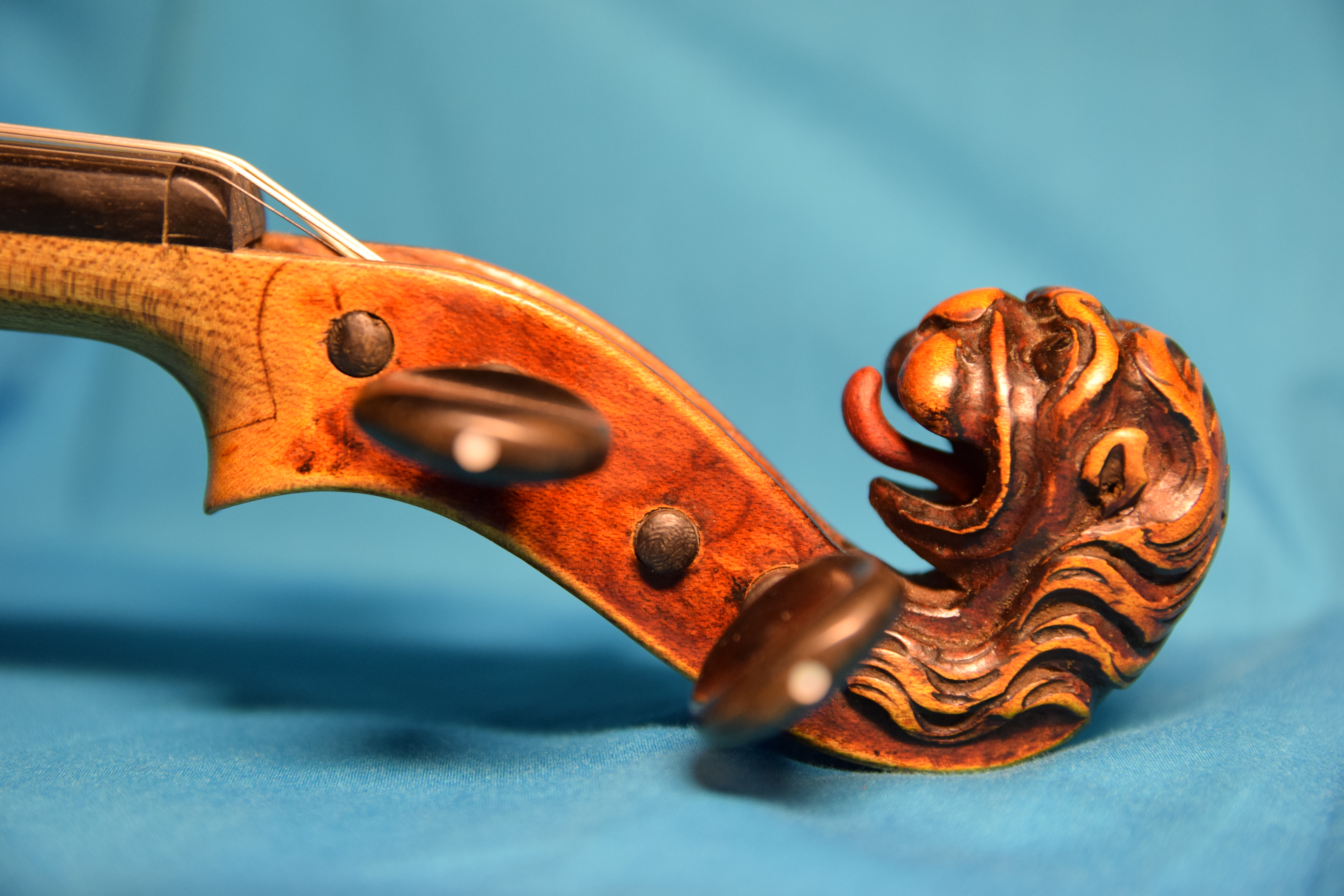

## Étiquette de Stainer
Jacobus Stainer
ex Absom prope Oenipontum
fecit Cremone
Traduction : « Jacob Stainer d'Absam près d'Innsbruck a fabriqué ceci à Crémone ».

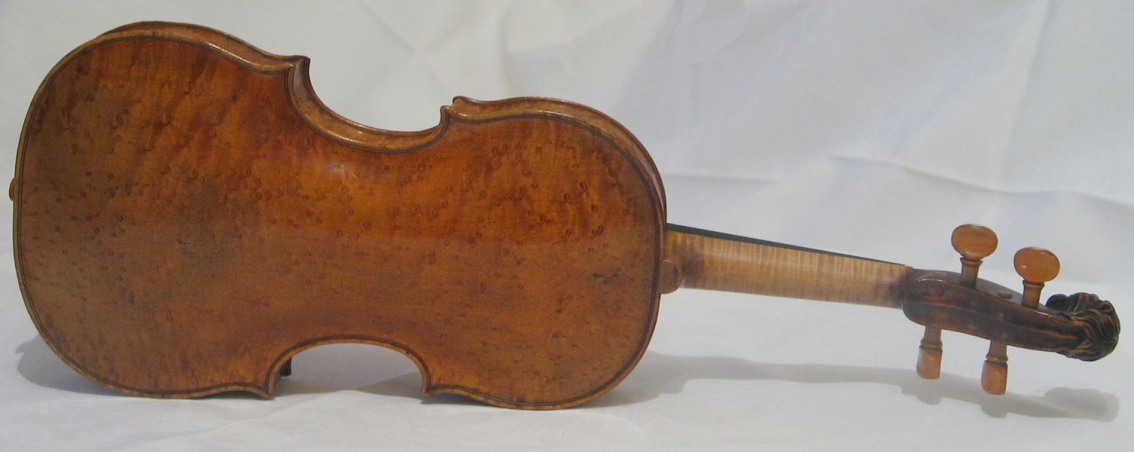
Recto d'un Stainer des années 1650.

## Enregistrement
Un disque entier est consacré à ce facteur sur quatre instruments : deux violons (1668, Musée de l'Université du Dakota du Sud et c. 1670 d'une collection privée), un violoncelle (1673, Musikkollegium Winterthur) et une viole de gambe (1673) appartenant au Kunsthistorisches Museum Wien. L'enregistrement est composé d'œuvres de Biber qui était en lien avec le facteur et jouait ses instruments (la Passacaille finale des Sonates du Rosaire par Maria Bader-Kubizek, une des sonates de 1681 et un balletti attribué sans certitude), de William Young, violiste au service de Ferdinand-Charles d'Autriche à Innsbruck lui aussi en relation avec Stainer et Gabielli au violoncelle (deux ricercari de 1689). Maria Bader-Kubizek et Anita Mitterer (violons), Christophe Coin (violoncelle et viole) et Gordon Murray (claviers). Enregistré en 2003, mais paru seulement en 2013 : Paladio Music PMR0034.

## Élève
Marcell Pichler d'Hallein, au sud de Salzbourg, actif vers 1673-1691.